# 亞歷山大·法內魯德
亞歷山大·法內魯德（瑞典語：Alexander Farnerud；1984年5月1日—）是一位瑞典足球運動員。在場上的位置是中場。他現在效力於意大利足球甲級聯賽球隊都靈足球俱樂部。他也代表瑞典國家足球隊參賽。